# Сатара (князівство)
Сатарське князівство (*सतारा राज्य, 1674 —1848 роки) — держава на півострові Індостан, що утворилося в результаті тривалої війни з імперією Великих Моголів. Наприкінці XVII ст. деякий час було центром Імперії Маратха. В першій половині XVIII ст. перетворилося на другорядне князівство. У 1848 році приєднано до Британської Індії.

## Історія
Сатара спочатку являло собою невеличкий джаґір у володінням Біджапурського султанату. У 1638 році військовий очільник останнього, представник маловпливового роду Бхонсле — Шахаджі отримав його від султанів за вірну службу. У 1644 році його було передано Шиваджі Останній перетворив Сатару на військову базу у війнах з Біджапуром та Великими Моголами. Ця боротьба тривала протягом 1650-1670-х років. За цей час невеличке володіння перетворилося на значне князівство (з 1674 року) в південно-західній Індії, ставши зрештою основою і першою столицею Імперії Маратха.
Після смерті Шиваджі у 1680 році Сатара зазнала поразки від могольських військ. До того ж державу послабило протистояння нащадків Шиваджі. У 1707 році від спадкових володінь Бхонсле в князівстві Сатара відокремилася територія навколо Колхапуру, що стало незалежним князівством. До 1720-х років правителі Сатари продовжували носити титул чатрапаті (на кшталт імператора), намагаючись відновити свою владу над Імперією Маратха, проте програли боротьбу з пешвами з Пуни.
У 1731 році Варнійською угодою було остаточно закріплено розподіл князівства на Сатарське і Колхапурське. На той момент Бхонсле володіли невеличкою територією навколо Сатари. У 1749 році столицю імперії Маратха було перенесено до Пуни, а володарі Сатари залишилися титулярними очільниками імперії. Війська Сатари фактично підкорялися пешвам, а магараджа Сатари не відігравав суттєвої ролі. 
Під час усіх війн з британцями сатарські війська були у складі військ пешви. У 1818 році після остаточної поразки маратхів (магараджа Сатари потрапив у полон, а саме місто Сатара пограбовано) у війнах з Британською Ост-Індською компанією Сатара втратила будь-яке значення. Втім вже у 1819 році князівство вимушено було визнати британський проекторат.
З цього моменту магараджі Сатари приділяли уваги лише внутрішнім справам. У 1848 році після смерті Шахаджі II, який не залишив прямих спадкоємців, відповідно до Доктрини виморочних володінь, князівство було конфісковано й увійшло до володінь Ост-Індської компанії, ставши першою жертвою цієї доктрини.

## Володарі
- Шахаджі (1638—1645) — мав титул раджи
- Шиваджі (1645—1680) — прийняв титул чатрапаті
- Самбхаджі (1680—1689)
- Раджарам (1689—1700)
- Шиваджі II (1700—1707)
- Шахуджі (1707—1749) — став також магараджі
- Раджарам II (1749—1777)
- Шахуджі II (1777—1808)
- Раджа Пратап Сінґх (1808—1839) — остаточно відмовився від титулу чатрапаті
- Шахаджі II (1839—1848)